# Войте, Йорг
Йорг Войте (нем. Jörg Woithe; род. 11 апреля 1963, Берлин) — немецкий пловец, специализировавшийся на плавании вольным стилем на короткие дистанции, чемпион и призёр чемпионатов Европы, мира и Олимпийских игр.

## Карьера
В 17 лет достиг главного спортивного успеха в своей жизни — стал чемпионом и серебряным призёром летних Олимпийских игр 1980 года в Москве. Войте завоевал золото на дистанции 100 метров вольным стилем и стал серебряным призёром в эстафете 4×200 м вольным стилем. На той же Олимпиаде Войте в составе сборной ГДР стал четвёртым в комбинированной эстафете 4×100 метров.
Чемпион (1987), 7-кратный серебряный (1981, 1983, 1985), 3-кратный бронзовый (1981, 1983) призёр чемпионатов Европы. Чемпион (1982) и двукратный бронзовый (1982, 1986) призёр чемпионатов мира.
Войте окончил институт физической культуры в Лейпциге. После окончания спортивной карьеры работал тренером по плаванию. Возглавлял сборную команду Ирана. Также Войте сотрудничал с компаниями, производящими инвентарь для занятий плаванием.